# Lincoln Township (Illinois)
Die Lincoln Township ist eine von 24 Townships im Ogle County im Norden des US-amerikanischen Bundesstaates Illinois.

## Geografie
Die Lincoln Township liegt im Norden von Illinois rund 180 km westlich von Chicago. Die Grenze zu Wisconsin liegt rund 50 km nördlich; der Mississippi, der die Grenze zu Iowa bildet, befindet sich rund 50 km westlich.
Die Lincoln Township liegt auf 42°03′58″ nördlicher Breite und 89°34′15″ westlicher Länge und erstreckt sich über 93,2 km². 
Die Lincoln Township liegt im mittleren Nordwesten des Ogle County und grenzt im Nordwesten an die Forreston Township, im Nordosten an die Maryland Township, im Osten an die Mount Morris Township, im Südosten an die Pine Creek Township, im Süden an die Buffalo Township, im Südwesten an die Eagle Point Township und im Westen an die Brookville Township.

## Verkehr
In der Lincoln Township treffen die Illinois State Routes 26 und 64 zusammen. Alle weiteren Straßen sind County Highways sowie weiter untergeordnete und zum Teil unbefestigte Fahrwege.
Der nächstgelegene Flugplatz ist der rund 12 km östlich der Township gelegene Ogle County Airport; der nächstgelegene größere Flughafen ist der 40 km nordöstlich gelegene Chicago Rockford International Airport am südlichen Stadtrand von Rockford.

## Bevölkerung
Bei der Volkszählung im Jahr 2010 hatte die Township 481 Einwohner. Neben Streubesiedlung existiert in der Lincoln Township nur die gemeindefreie Siedlung Haldane.